# 대입-치환 네트워크
대입-치환 네트워크(Substitution-Permutation Network)는 암호화 기술 중 대입(Substition)과 치환(Permutation)을 이용하여 암호화하는 방법이다. S-Box의 대체기법과 P-Box의 치환기법으로 Round Key를 이용한 반복적 연산으로 수행하는 블록 암호화 알고리즘이다.
S-Box(Substitution Box) 표를 이용하여 대체하고, P-Box(Permutation Box)를 이용하여 치환한다.

## SPN 의 특성
- 병렬 연산으로 알고리즘의 고속화가 가능함
- 복호화시 별도 복호화 모듈 생성 필요.

## 관련 알고리즘
- AES(Advanced Encryption Standard), ARIA, 3-Way, SAFER, SHARK

## 같이 보기
- 스퀘어 (암호)
- 국제 데이터 암호화 알고리즘